# 30 de Agosto (Comoro)
30 de Agosto  (port. für „30. August“) ist eine osttimoresische Aldeia im Sucos Comoro (Verwaltungsamt Dom Aleixo, Gemeinde Dili). Ihren Namen hat die Aldeia vom 30. August 1999, dem Tag des Unabhängigkeitsreferendums in Osttimor. 2015 lebten in 30 de Agosto 8797 Menschen.

## Lage und Einrichtungen
30 de Agosto liegt im Zentrum vom Suco Comoro. Westlich liegen die Aldeias Golgota und 4 de Setembro. Im Südwesten reicht 30 de Agosto bis an die Aldeia 12 de Outubro und im Osten befindet sich die Aldeia Moris Foun. Die Avenida Nicolau Lobato bildet die Grenze von 30 de Agosto an den Suco Madohi. Hier liegt auch der Kreisverkehr mit dem Denkmal von Nicolau Lobato. Der Westen des Stadtviertels Manluana liegt in 30 de Agosto.
In 30 de Agosto befindet sich der Sitz des Sucos Comoro, das Hospital Kampung Baru und die Grundschule Comoro 2.